# Cristian Măcelaru
Cristian Măcelaru (* 15. März 1980 in Timișoara, Rumänien) ist ein rumänischer Dirigent.

## Leben
Măcelaru, jüngstes von zehn Geschwistern in seiner Familie, studierte zunächst Violine in den Vereinigten Staaten. Dort studierte er an der Interlochen Arts Academy in Michigan, der University of Miami in Florida sowie Dirigieren an der Rice University in Texas. Mit 19 Jahren wurde er jüngster Konzertmeister in der Geschichte des Miami Symphony Orchestra. Internationale Aufmerksamkeit erhielt Măcelaru 2012 für sein Dirigat beim Chicago Symphony Orchestra, bei dem er als Ersatz für Pierre Boulez einsprang.
Von 2014 bis 2017 war Măcelaru conductor-in-residence beim Philadelphia Orchestra, bei welchem er bereits in den Vorjahren Dirigate übernahm und das er bisher über 150 Mal dirigierte. 2017 wurde Măcelaru Künstlerischer Leiter des Cabrillo Festival of Contemporary Music in Santa Cruz in Kalifornien. 
Sein Debüt beim WDR Sinfonieorchester hatte er im Februar 2017. Im Jahr 2019 wurde Măcelaru Chefdirigent dieses Orchesters. Zunächst war für seinen Vertrag eine Laufzeit von drei Jahren vorgesehen. Im Juni 2020 wurde der Vertrag vorzeitig bis Ende Juli 2025 verlängert. Zum Sommer 2025 will er seine Tätigkeit als Chefdirigent des WDR Sinfonieorchesters beenden.
2019 wurde auch bekannt, dass Măcelaru ab September 2021 zusätzlich Musikdirektor des Orchestre National de France werden sollte, er übernahm dieses Amt jedoch bereits im September 2020. Am 15. September 2022 gab das Orchester bekannt, dass sein Vertrag bis 2027 verlängert wird. 
Măcelaru dirigierte außerdem die New Yorker Philharmoniker, das Los Angeles Philharmonic, das Royal Concertgebouw Orchestra sowie das Gewandhausorchester Leipzig.
Gemeinsam mit seiner Frau und seinen zwei Kindern wohnt Măcelaru in Bonn.